# Khalid Oudghiri
Khalid Oudghiri est un ingénieur et banquier marocain, né en 1957 à Fès.

## Parcours professionnel
Ingénieur diplômé de l'Ecole centrale Paris, Khalid Oudghiri entame sa carrière au Maroc en 1981 au sein de l'Office national de recherchenational des hydrocarbures et des mines).  Responsable du développement dans cette institution, il poursuit simultanément sa formation à l'Institut français du pétrole, ce qui lui permettra, entre 1983 à 1986, de diriger le projet de développement du champ de gaz naturel de Meskala.
En 1987 il intègre la Compagnie financière d’investissement, filiale d’Indosuez, comme directeur des investissements. Il assure en parallèle de 1988 à 1991 la direction générale du groupe Bois de l’Atlas racheté par cette banque d’affaires et assure la fusion des trois sociétés que compte ce groupe.
En 1992, il rejoint le groupe BNP Paribas pour occuper le poste de Directeur Général Adjoint de la Banque marocaine pour le commerce et l'industrie (BMCI), filiale marocaine du groupe. Dans cette fonction, il concourt à la restructuration et au développement de la banque, notamment à l’acquisition de ABN AMRO Bank Maroc et à sa fusion avec la BMCI en 2001.
En 2002, Khalid Oudghiri est nommé responsable de la région Proche et Moyen-Orient au niveau du groupe BNP Paribas. Il est également membre du comité exécutif du pôle Banque de détail à l'international du groupe.
En octobre 2002, il est nommé Président-directeur général de la Banque commerciale du Maroc, il prend la relève de l'emblématique président de la banque Abdelaziz El Alami Hassani. La même année, il se fait le promoteur de la fusion de cette entreprise avec sa concurrente la banque de la famille el-Kettani, Wafabank. Ce regroupement donne naissance à Attijariwafa bank qui, en moins de trois ans, s'impose au premier rang des banques maghrébines et au 6e rang des banques africaines.
Sous l'impulsion de son président, Attijariwafa bank amorce un ambitieux plan de développement. Il vise à faire du groupe un champion national dans son domaine et un acteur clé du progrès économique et social au Maroc, tout en l'inscrivant dans une logique de rayonnement régional. Le rythme de croissance de l'entreprise conforte sa prééminence sur son marché intérieur, tant comme banque de détail que comme banque d'investissement. Elle lui permet aussi d'assumer un rôle majeur sur plusieurs grandes opérations de fusion-acquisition et dans la création de fonds d'investissement au Maroc. Hors frontières, Attijariwafa bank engage un programme d'expansion au Maghreb et en Afrique de l'Ouest, ainsi que le développement d'une importante activité de banque de détail auprès des marocains résidents en Europe.
Khalid Oudghiri s’est également attaché à ce qu'Attijariwafa bank devienne la première banque marocaine certifiée RSE. La banque a obtenu en 2005 le premier prix décerné par le premier ministre du Maroc pour son programme de lutte contre la corruption.
Pendant sa présidence d'Attijarwafa bank de 2002 à 2007, Khalid Oudghiri a été très impliqué dans plusieurs grands défis de l’économie marocaine au titre de divers mandats : vice-président délégué du Groupement Professionnel des Banques du Maroc, administrateur de l’Université Al Akhawayn, du groupe ONA, de la SNI, du fonds de pension CIMR, de Mastercard Cemea, de Maroclear, de Wafasalaf, de Wafa Assurances et Sonasid. Il est également membre du conseil du patronat marocain, administrateur du Moroccan British Business Council, du Moroccan American Trade and Investment Council et du groupe d’Impulsion France Maroc.
En janvier 2008, Khalid Oudghiri est nommé président exécutif de la banque islamique saoudienne Aljazira bank. Elle est la première banque d'investissement et le premier assureur vie du pays. Khalid Oudghiri y met en œuvre une nouvelle stratégie sous l'intitulé « plan Afaq 2012 ». Ce programme vise à transformer la banque en une banque islamique multi-spécialiste. En un an, 25 nouvelles agences sont ouvertes et de nouveaux produits sont lancés en direction des particuliers afin de diversifier les sources de revenu de la banque. Il quitte ses fonctions exécutives en juillet 2009 mais garde des fonctions de Senior advisor afin de faciliter la réalisation de ce plan de transformation. Il est resté également administrateur de Aljazira Takaful et de Aljazira Capital.
En janvier 2011 il est nommé Managing partner au sein de la société Alma Capital PE à Paris promoteur du fonds d’investissement Massinissa destiné à reprendre des entreprises au Maroc et au Maghreb et dont le principal investisseur est la Banque Européenne d'Investissement.
En 2014 il est nommé président du fonds luxembourgeois FML et Président-directeur général de la société d'investissement marocaine Almamed filiale de Alma Capital au Maroc.

## Actions au sein de la société civile
Khalid Oudghiri a été membre fondateur et secrétaire général du Think tank « Maroc 2020 » et membre du CRD (Centre de recherche des Dirigeants).
De 2005 à 2007, il préside le comité du développement de Al Akhawayn University
Il est intervenu dans plusieurs conférences internationales : en janvier 2006, à la IVe édition de la Conférence annuelle du Laboratoire Euro-méditerranéen, intervention sur le thème : «  La Méditerranée à la croisée des chemins : Agir pour améliorer le rapport entre le développement et les capitaux »; en  avril 2006, au forum de l'Économiste à Tunis sur la libéralisation des services financiers; en mars 2007, à la Conférence du FEMIP à Paris, intervention sur le thème : « Les transferts financiers des migrants dans l’espace euro-méditerranéen : un levier pour le développement »; en juillet 2007, à Dakar, intervention sur « La coopération bancaire intra africaine »; en mai 2009, à Jeddah, intervention au SIBIC "l'impact de la crise financière en Arabie saoudite,
En 2009 Khalid  Oudghiri a participé au World Forum de Lille organisé sur le thème de « L’argent responsable » dans le cadre d’une contribution sur « l’argent des croyants ».
En mai 2010 il participe à Paris à la conférence débat "La finance n'a pas la morale".
En septembre 2015 il fait une intervention sur l'Assurance Takaful au séminaire organisé par Euresa à Paris

## Affaire Oudghiri
Khalid Oudghiri a quitté le Maroc en juin 2007, le 11 février 2011 la justice marocaine l'a condamné, par contumace sans qu'il puisse assurer sa défense, à 20 ans de prison ferme pour « complicité de faux en écriture publique  » à la suite d'une plainte contre X déposée le 1er août 2008 par un promoteur immobilier qui reproche à Khalid Oudghiri de l'avoir forcé à vendre un terrain à Marrakech pour régler un contentieux avec Attijariwafa Bank,. Plusieurs commentateurs considèrent ce jugement comme un règlement de comptes lié aux circonstances de son départ d'Attijariwafa bank,.
Il bénéficie d'une grâce amnistiante octroyée le 4 février 2012 par le roi du Maroc. La cour de cassation a par ailleurs cassé le jugement le 26 décembre 2012 et décidé de son renvoi à la cour d'appel qui a conclu en 2013 à un non lieu innocentant totalement Khalid Oudghiri.
Le livre "Le Roi Prédateur" co-écrit par les journalistes français Éric Laurent et Catherine Graciet, et paru le 1er mars 2012 aux éditions du Seuil, consacre un chapitre entier à cette affaire sous le titre «Comment on fabrique un coupable».